# Jodoco Ricke
Jodoco Ricke (o Rique) fue un religioso franciscano, erudito y artista de origen flamenco que destacó como fundador y pionero de la Escuela Quiteña de arte. Construyó el Convento e iglesia de San Francisco, creó la Escuela de Artes y Oficios San Andrés, sembró por primera vez el trigo en Sudamérica, trabajó para llevar el agua corriente a la ciudad de Quito, y fue abogado y defensor de los indios naturales de la región que hoy ocupa la capital del Ecuador.

## Biografía

### Origen familiar

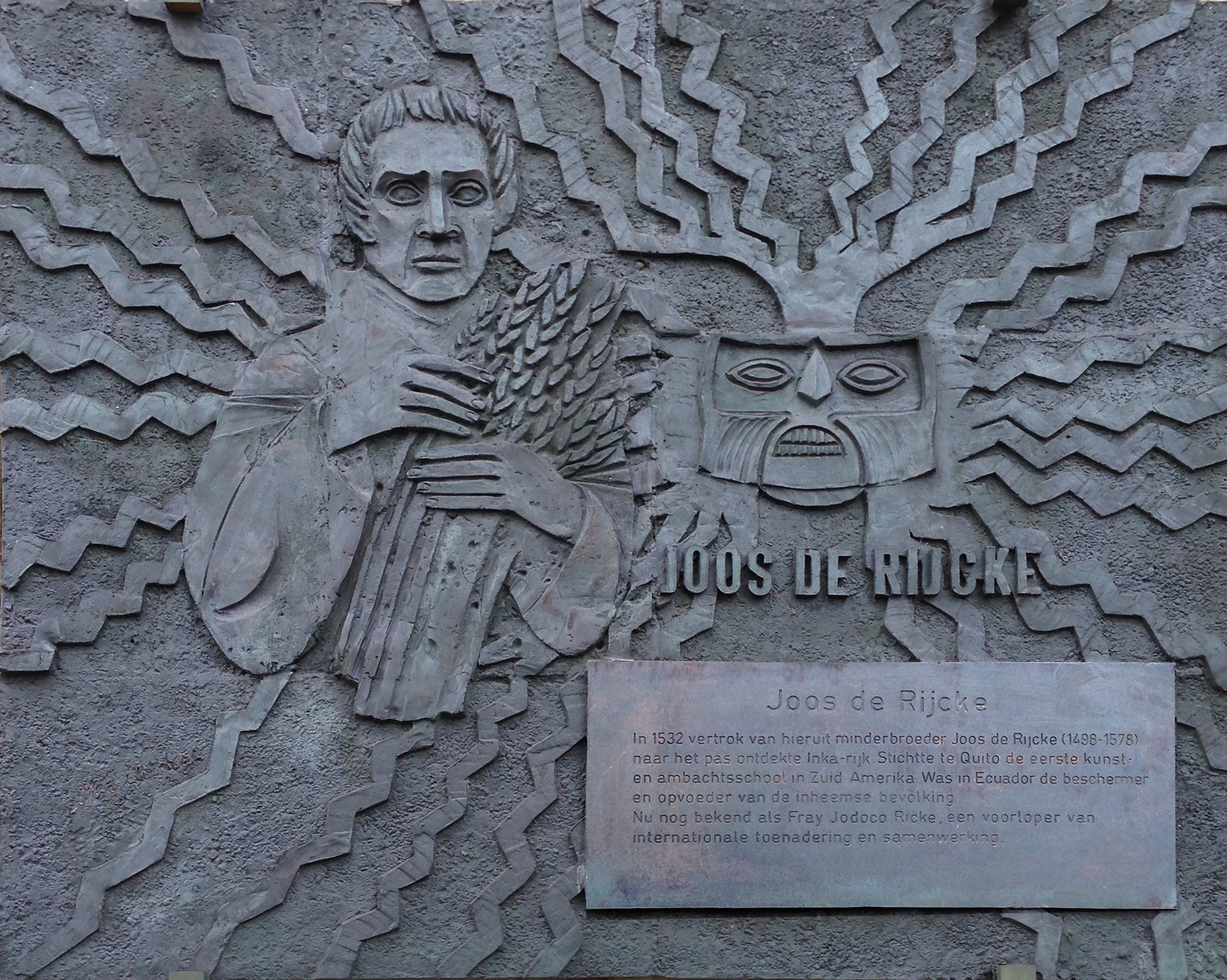
Placa en honor a Fray Jodoco Ricke en Gante, donde lo recuerda como la primera persona que llevó el trigo a América. En el fondo, un sol de la cultura Tolita que representa a Ecuador.

Joos de Rijcke nació en la ciudad de Malinas (actual Bélgica), el 29 de octubre de 1498. Fue hijo de Josse de Rijcke y Joanna van Marselaer, quienes le brindaron una buena educación y acceso a una formación integral digna de su privilegiada posición social. Provino de dos familias de la nobleza Brabanzona. Se dice que el joven Jodoco se desenvolvía en el mismo círculo del futuro Carlos V, de quien era amigo de confianza.
Se unió a la comunidad franciscana de su ciudad natal, donde hizo un año de noviciado. En 1516 se trasladó a Gante para hacer el sacerdocio, mismo que concluyó en 1525 para continuar con sus estudios en derecho civil y canónico, matemáticas, arquitectura y anatomía. En 1536 viajó a la ciudad francesa de Toulouse para asistir a la Congregación General de la Orden, en donde fue escogido con otros once clérigos para una labor evangelizadora en América. A fines de ese mismo año se entrevistó en el Castillo de la Mota, en Medina del Campo, con Isabel de Portugal, mujer del rey y emperador Carlos I de España y V de Alemania, que le dio el pase a México.
Se embarcó rumbo a las Indias en noviembre de 1533, como parte de la expedición de Pedro de Alvarado. Durante el viaje conoció a otros dos religiosos franciscanos también de origen flamenco: Juan de Clerk Van Hove y Pedro Gosseal, con quienes después de una travesía por México y Nicaragua llegaría a Perú. En diciembre de 1535 llegó a Quito, exactamente un año después de la fundación de la Villa de San Francisco de Quito que posteriormente se la elevó a título de ciudad.

### Labor en Quito

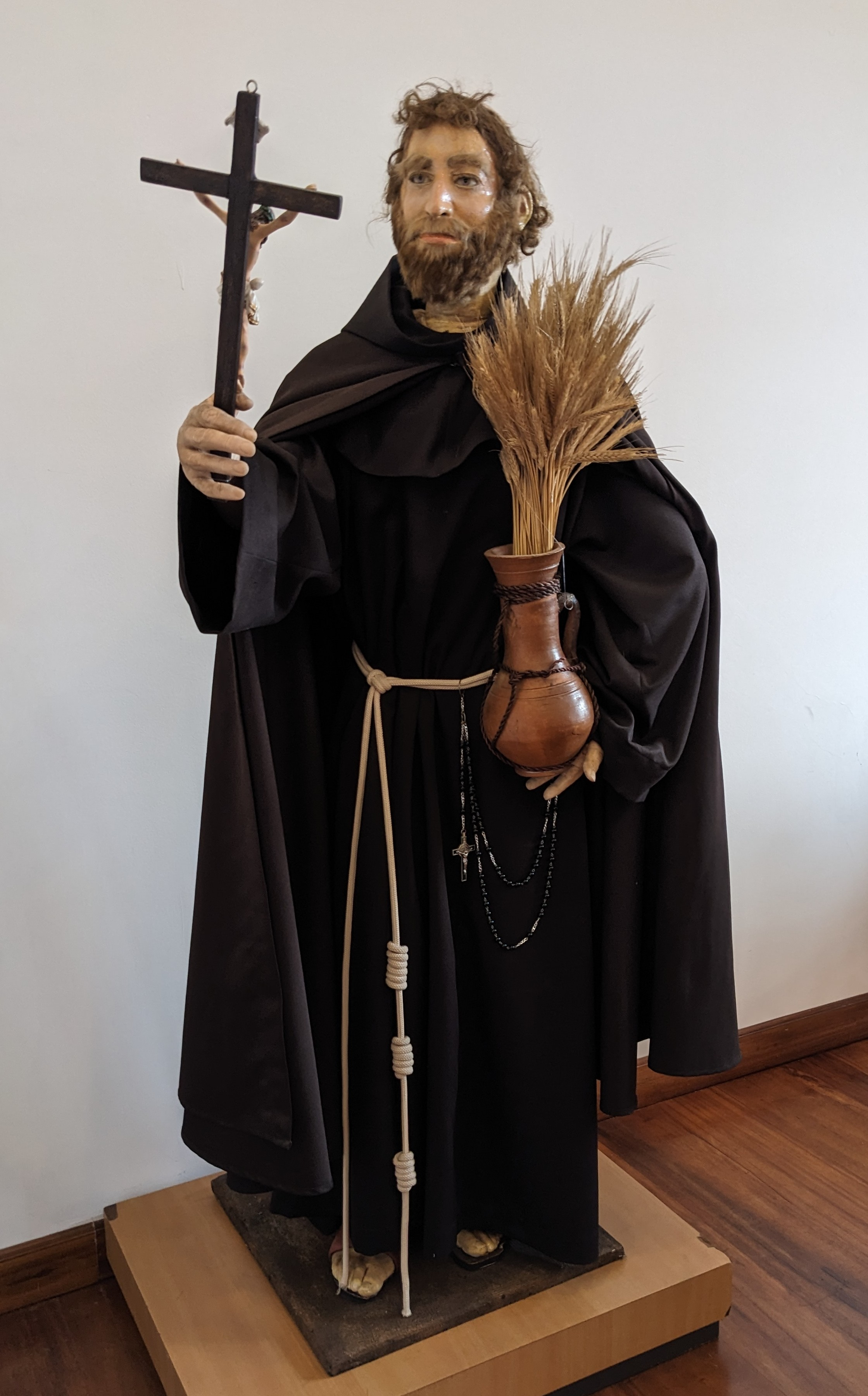
Representación del franciscano Jodoco Ricke con una cruz y el trigo

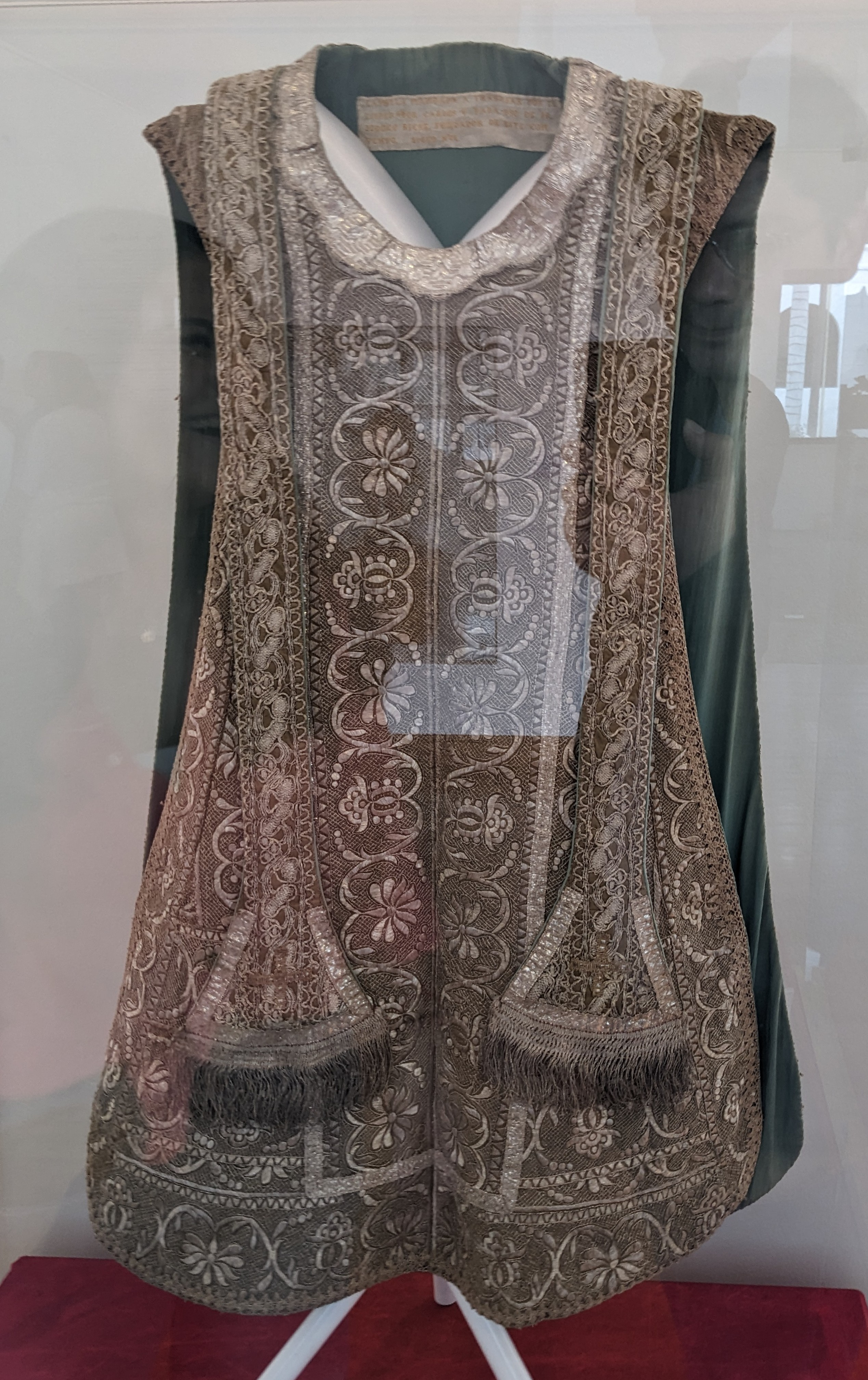
Indumentaria que usaba en la misa Fray Jodoco Ricke

El 25 de enero de 1536 culmina junto a otros frailes la construcción de una pequeña capilla de adobe y paja en el lugar donde se dice había estado un importante asentamiento Inca. Anteriormente se presumía que en este lugar se asentó el Palacio Real del Inca Atahualpa, pero últimas investigaciones arqueológicas descartaron esta hipótesis. La capilla temporal construida por Fray Jodoco fue dedicada al nombre de "Capilla de la Conversión de San Pablo", por haberla culminado el día 25 de enero, día en que la Iglesia Católica celebra este hecho trascendental.
En las tierras que fueron asignadas a los franciscanos enseñó a varios indios a cultivar hortalizas y para 1539 ya lo hacía con bueyes, arado y carretas que acababan de llegar de España. En 1547, habiendo aprendido el quichua escribía sus sermones en dicho idioma y hasta compuso un Catecismo y varias oraciones para los indios. Entonces intercedió ante Carlos V para que protegiera a un hijo de Huayna Cápac, dos de Atahualpa y a las hermanas de este último, a quienes había acogido en el convento. Uno de ellos fue bautizado con el nombre de "Francisco Atahualpa" y el cual recibió educación y restitución de sus honores como hijo del último de los Incas del Tahuantinsuyo. Los restos de Francisco Atahualpa descansan al interior del convento franciscano.
En 1551 inició la construcción de la monumental iglesia de San Francisco en el mismo lugar que antes había ocupado la primitiva capilla franciscana de la Conversión de San Pablo. Junto a Fray Pedro Gosseal fundó en 1552 la primera escuela de enseñanza formal para los hijos de los españoles y de oficios para los mestizos e indígenas; la Escuela de Artes y Oficios "San Juan Evangelista" que posteriormente fue llamado de San Andrés, obtuvo patronazgo real en 1559, es decir que era considerado una institución de carácter regio y recibía ayuda económica de la corona. De ahí la modificación de su nombre que fue en homenaje y reconocimiento a su principal benefactor, el Virrey Andrés Hurtado de Mendoza.
A Jodoco Ricke se le atribuye el haber llevado las primeras semillas de trigo a las tierras del actual Ecuador. Como parte de su cátedra de arte fue uno de los principales impulsores de lo que más tarde sería conocido como Escuela Quiteña, y él mismo decoró con algunas de sus obras las paredes del templo de San Francisco.

Desde que llegó a Quito, su principal objetivo fue trabajar para mejorar la vida de las personas que estaban ahí. Es famosa su primera impresión al llegar después del largo viaje desde la península:
He llegado a la ciudad de Quito, que ahora se llama la villa de San Francisco, el día de San Nicolás del mes de diciembre. (de 1535) Y aquí me estoy bien consolado, teniendo un lugar adecuado para fundar un convento, cercado a su alrededor con buenas murallas, esperando el tiempo oportuno para erigir un buen convento. He hecho mi iglesia con unos buenos muros. Espero por la gracia de Dios que se vea un buen fruto en estos indígenas, porque, como dije anteriormente, existe en ellos una buena disposición. Pero ahora, por estas guerras, el país se encuentra en mucha miseria y pobreza, no tienen qué comer y se mueren en grandes cantidades.

### El origen de la cerveza franciscana de Quito
Jodoco Ricke, de origen belga, se preocupó por la elaboración de la cerveza en el nuevo convento que estaba creando. Fue de esta manera como inició la producción de cerveza en 1566. La orden franciscana se caracterizaba por la elaboración de cerveza para su consumo interno y también para conseguir ingresos. La primera cerveza debió haber sido adaptada a los ingredientes que allí existían, por lo que probablemente utilizó el maíz como base, combinándolo con trigo y cebada. Esta tradición se mantendría dentro del claustro del convento por muchos años como acompañante de la comida de los frailes ya que debido a la fermentación era recomendado su consumo. El consumo fue interno y no se incentivó su comercialización. Funcionó hasta 1977 cuando fallecería Fray Pascual Lucero Sotomayor. Con su muerte se perdería la receta tradicional.

En la actualidad existe un museo donde se recrea el proceso de producción en el convento de San Francisco. Su elaboración duraba entre una y dos semanas y abastecía hasta cuatro meses, con un consumo de dos cervezas por día. Se restauró la cervecería en el año 2007 con apoyo de la UNESCO y forma parte del museo Fray Pedro Gosseal.

Cervecería franciscana de Ecuador
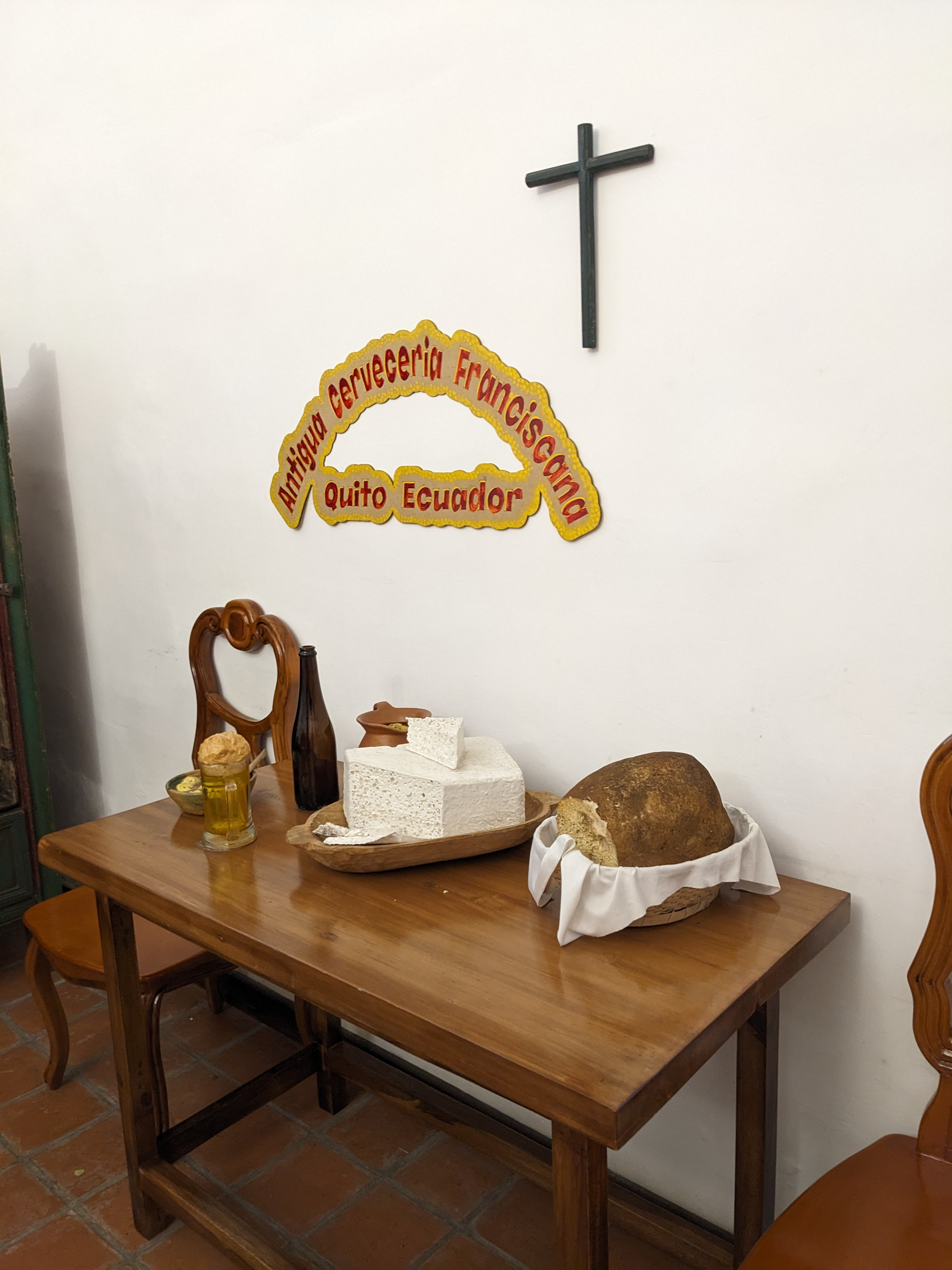
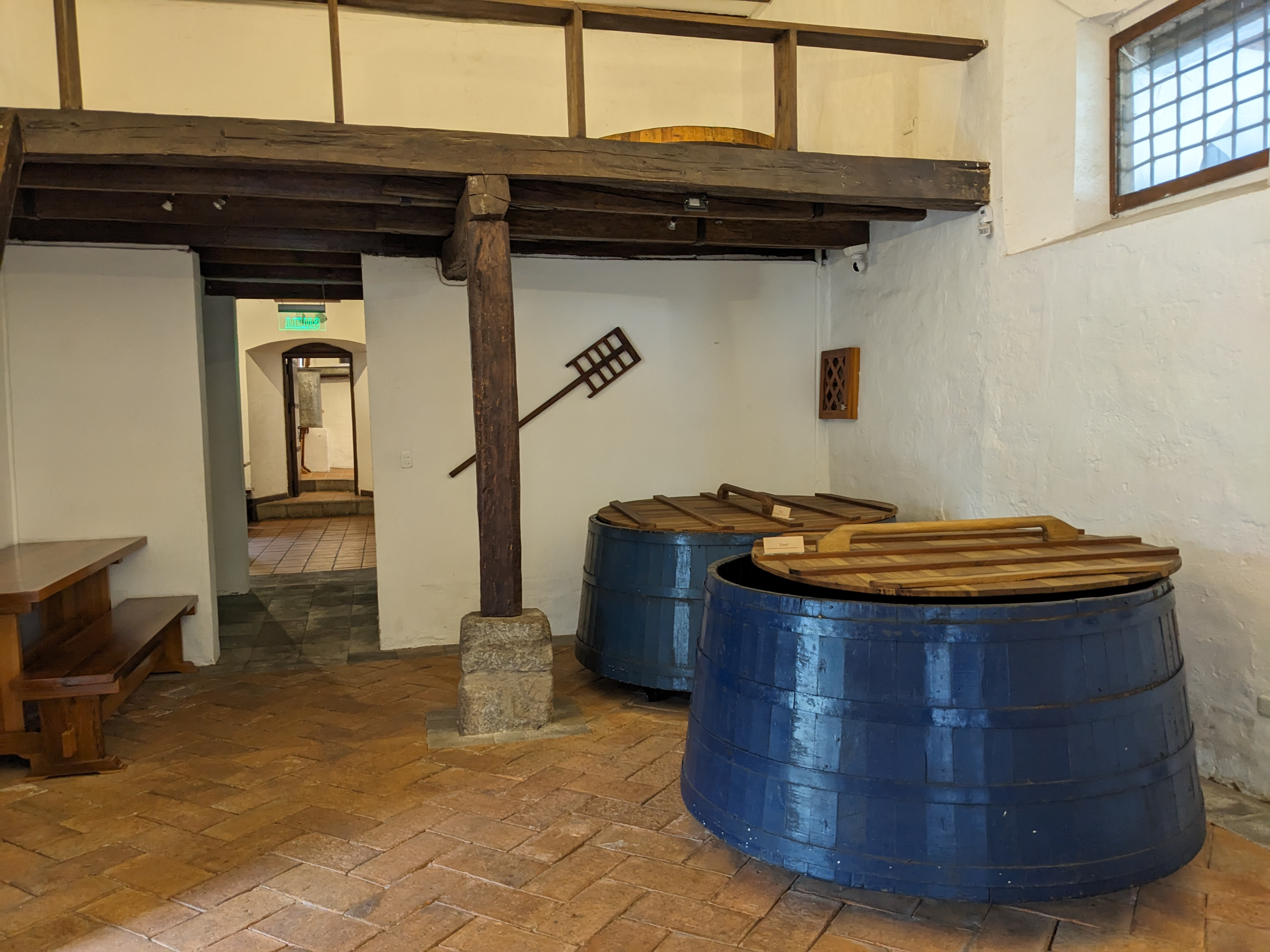
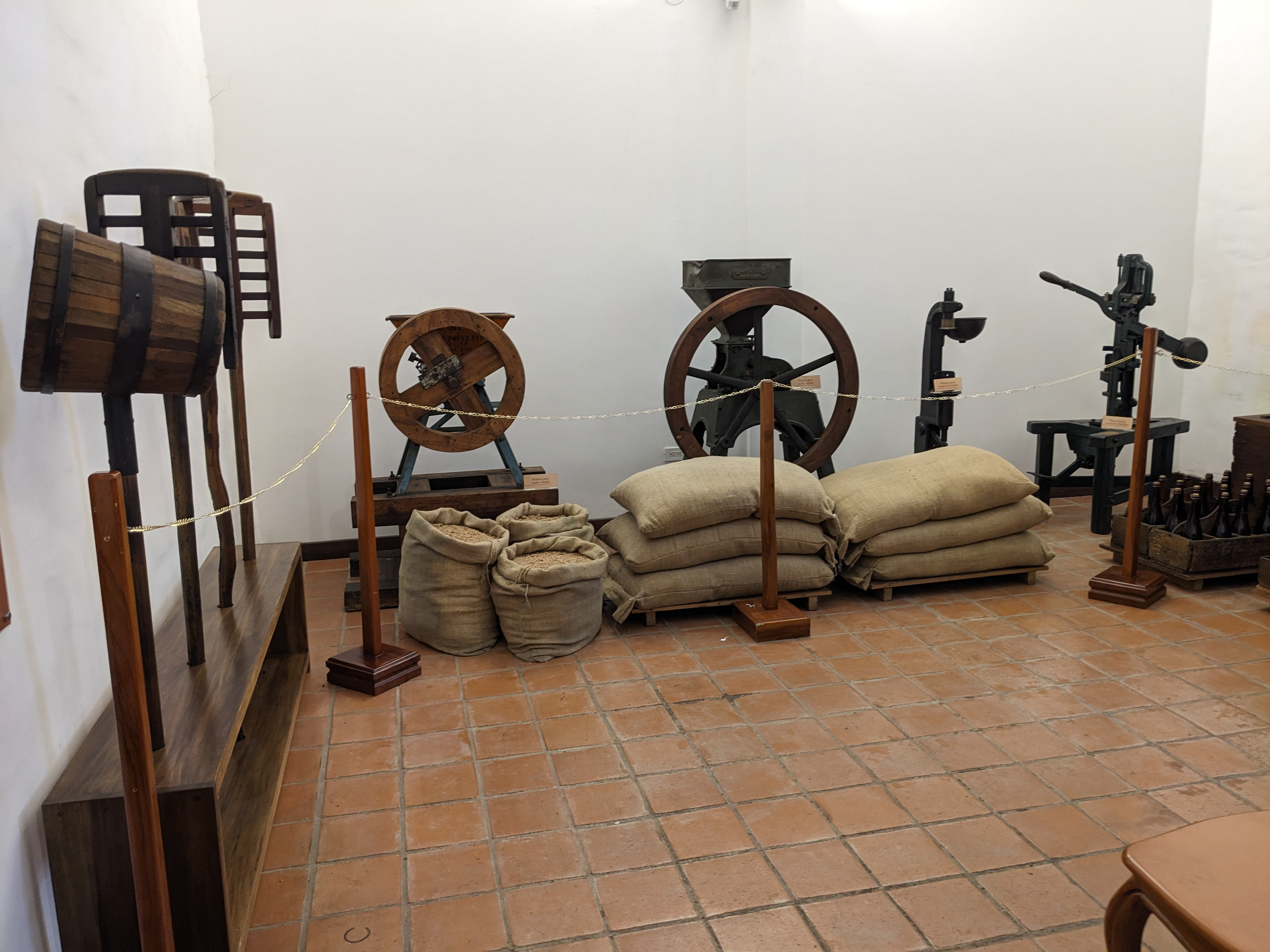
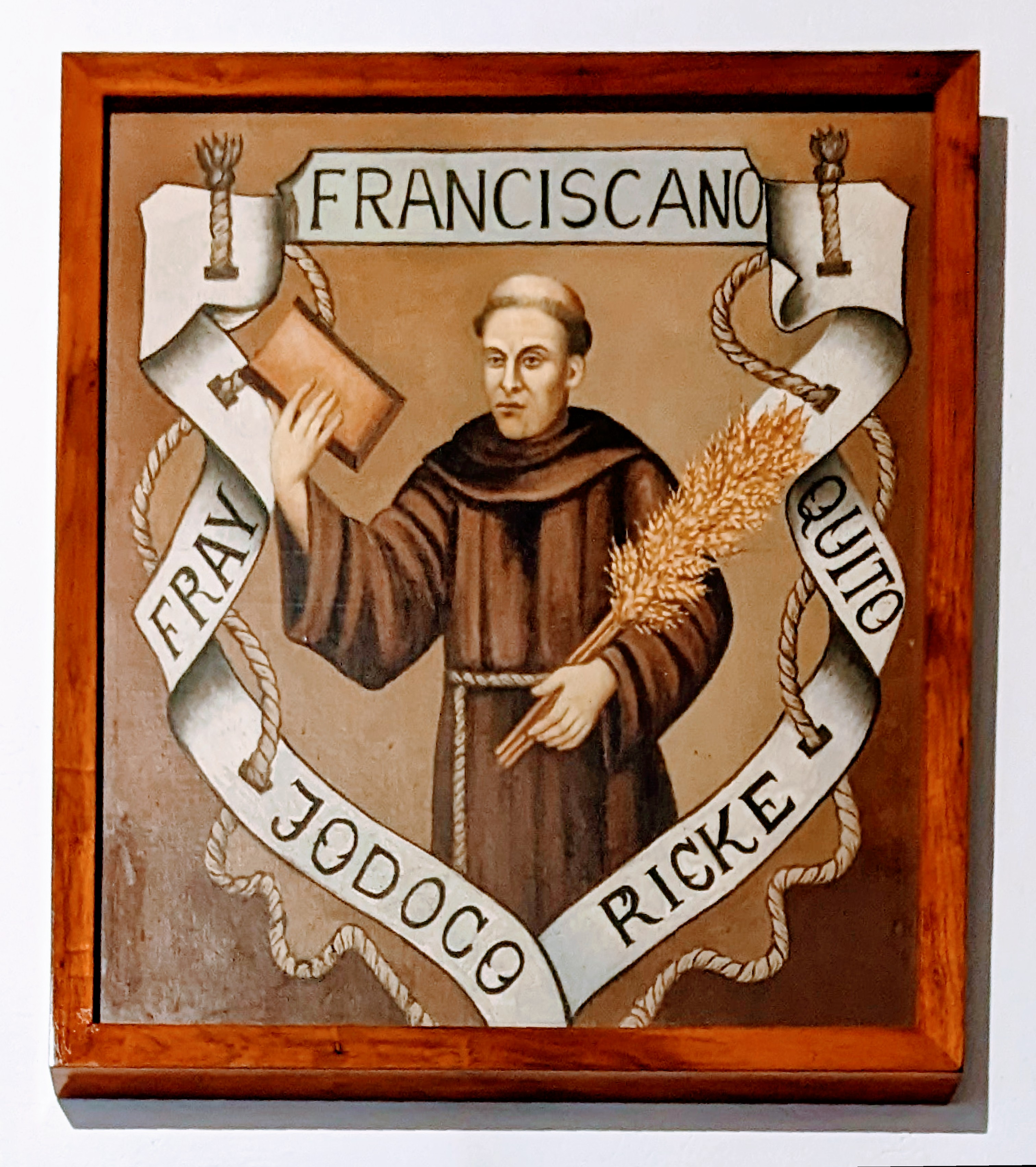

### Viaje a Popayán
En 1569 fue elegido guardián del convento franciscano de Popayán, que encontró a media construcción y una vez más se puso al frente de la obra. En 1572 fue reelegido en el cargo y recorrió las tierras de los indios Chocoes. Noanamas y Cirambiraes, esforzándose por conocer sus lenguas.

### Muerte
Falleció en Popayán el 2 de agosto de 1575, con 76 años de edad.

## Reducciones, misiones y el origen de Ecuador
Algunas de las obras que se pueden encontrar en La Capilla del Hombre. Fray Jodoco Ricke es junto a Pedro Gosseal uno de los principales fundadores del convento de San Francisco de Quito. De esta forma nacería lo que después se convertiría en la Real Audiencia de Quito. Su labor en la evangelización y cultura constituyeron el ejemplo para la integración de los indígenas al Virreinato del Perú. Su trabajo en la agricultura, trayendo el trigo a América y enseñando a los indígenas técnicas agrícolas (complementarias a las que ya tenían) sirvió para reducir su territorio y empezar a formar una sociedad sedentaria de mayor magnitud. Esto durante el periodo prehispánico no había sido posible puesto que los señoríos étnicos no vivían bajo un mismo estado sino que eran distintas culturas indígenas que se encontraban dispersas a lo largo de todo el territorio ecuatoriano y la conquista Inca no había sido completa puesto que no incluyó a los pueblos huancavilcas, manteños o shuar y duró cerca de cincuenta años antes de terminar. Es entonces en durante la colonia que empiezan a vivir bajo un mismo estado los pobladores del territorio que actualmente conforma Ecuador y la forma de integrar a las personas y territorios fue a través de misiones religiosas que buscaban crear reducciones. Estas se desarrollaron en la sierra y el sur de la costa durante el siglo XVI, y empezarían a desplegarse hacia la amazonía en Maynas y Quijos, y hacia el norte de la costa en Esmeraldas durante el siglo XVII en adelante. Todas estas misiones tendrían como ejemplo la labor inicial de Jodoco Ricke en Quito, sin embargo no todas tendrían el mismo éxito. Por ejemplo las misiones de Maynas a pesar de tanto esfuerzo fue difícil integrar a los pobladores y los territorios, dejando muchos mártires y pocos resultados. Posteriormente con la expulsión de los jesuitas la parte más oriental de esos territorios serían anexados a Portugal con los bandeirantes. Por otro lado, la reducción de Esmeraldas que empezaría primero con su anexión a partir del pacto con Arobe, después sería difícil mantener integrado el territorio que en ocasiones llegó a declararse independiente. Sería Pedro Vicente Maldonado junto a su hermano el Padre José Antonio Maldonado quienes buscaron colonizar Esmeraldas para lo cual Pedro Vicente construyó un camino desde Quito a Esmeraldas y junto a José Antonio empezarían una labor de enseñanza, evangelización, trabajo en la agricultura e incluso preparación para la defensa del puerto frente a invasiones piratas. Su esfuerzo se perdería después de su muerte cuando el camino a Esmeraldas terminaría cubierto por maleza. No obstante, estos mismos esfuerzos se realizarían incluso en la época republicana cuando el presidente Rocafuerte buscaría la colonización de la Amazonía con militares y la anexión de Esmeraldas con migrantes ingleses, proyecto que también presentaría problemas. No obstante, en el futuro se iría definiendo los territorios, dotando de infraestructura e integrando a cada parte del Ecuador, con la creación de las provincias de la Amazonía en el siglo XX. Es pues Jodoco Ricke quien hizo la primera reducción y siguiendo sus esfuerzos empezaría la creación de lo que después sería ese país.

### Procurador de la nobleza indígena

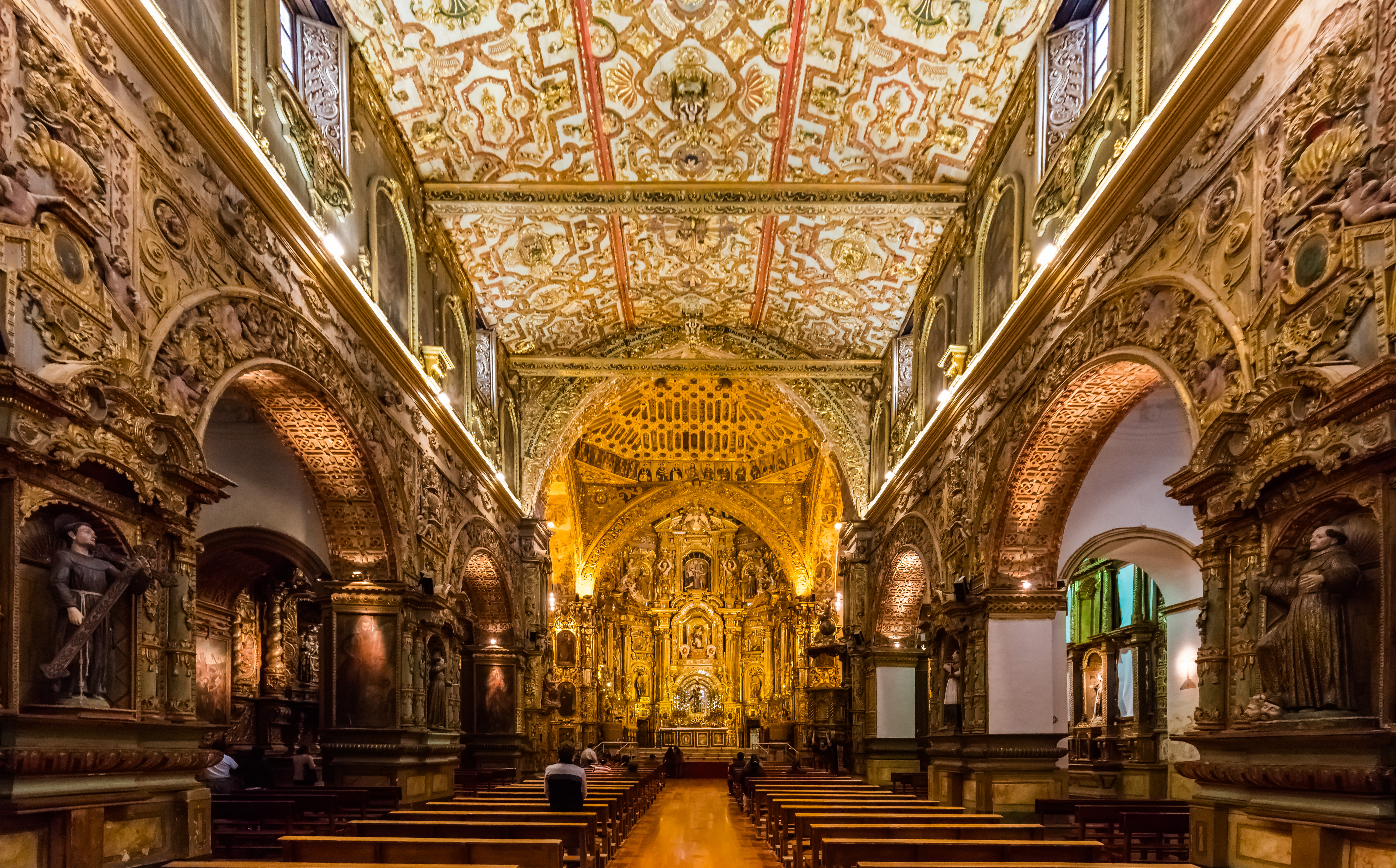
Interior de San Francisco, en cuyas catacumbas está enterrado Francisco de Atahualpa, según su voluntad.

El título de procurador de indios fue originalmente asignado a Bartolomé de las Casas por su defensa de ellos en sus debates con Juan Gines de Sepúlveda. Esta actitud fue compartida en muchos lugares de la monarquía española en cada reducción. Dada la organización política basada en un monarquía y nobleza del imperio español, existía un reconocimiento de los mismos cargos en otros reinos, incluso si eran adversarios o conquistados. Por esta razón la actitud deferente de los reyes de España para con la nobleza indígena que se conoce de ese tiempo, y que se presentó ante los Aztecas en Mesoamérica y con los Incas en Sudamérica. Este fue el caso de la familia de Atahualpa que a su muerte, uno de sus hijos fue encargado a Jodoco Ricke para su educación, quien por sus orígenes familiares en Europa era considerado noble también. Esta fue una de las razones por las que de todos los territorios de América, Ricke se dirigió a Quito. Tal como sucedía en Europa, con la vieja costumbre de educar de manera privada a los príncipes, ahora educaría al príncipe de los Incas, Francisco. Por esta razón Jodoco Ricke cuidaría de Francisco de Atahualpa (Topatauchi), a quien se encargaría de educar (también enseñaría a Diego Lobato). Hay que mencionar sin embargo, que el hijo no haría honor a la inteligencia que presentó su padre quien en pocos meses ya entendía castellano, mientras que Francisco a pesar de la educación no aprendería a leer ni escribir bien. Otra razón importante de educarlo era para crear alianzas, puesto que después de la conquista se debía buscar maneras de mantener el orden social. Por esta razón Francisco fungió varias veces de capitán de milicias que reprimían sublevaciones de otros indígenas como la que ocurrió en Imbabura en 1554. Se creía, no con poca razón, que por su origen tenía mayores posibilidades de mediar y apaciguar los levantamientos. Moriría en 1583 como súbdito del rey de España, con alto estatus. En su testamento pidió ser enterrado en la Iglesia de San Francisco, que estaba construyendo Jodoco Ricke:
“En el nombre de Dios, etc., yo don Francisco Auqui vecino de esta ciudad en Sant Francisco del Quito destos Reinos del Perú, hijo de don Francisco Atahualpa Ynga, difunto, natural destos Reynos, otorgo e conosco por esta carta [...] digo que hago e ordeno este mi testamento e ultima voluntad [...]. Que mi cuerpo sea enterrado en el monasterio del señor san Francisco desta ciudad, en mi capilla [...]” 

## Lista de obras importantes

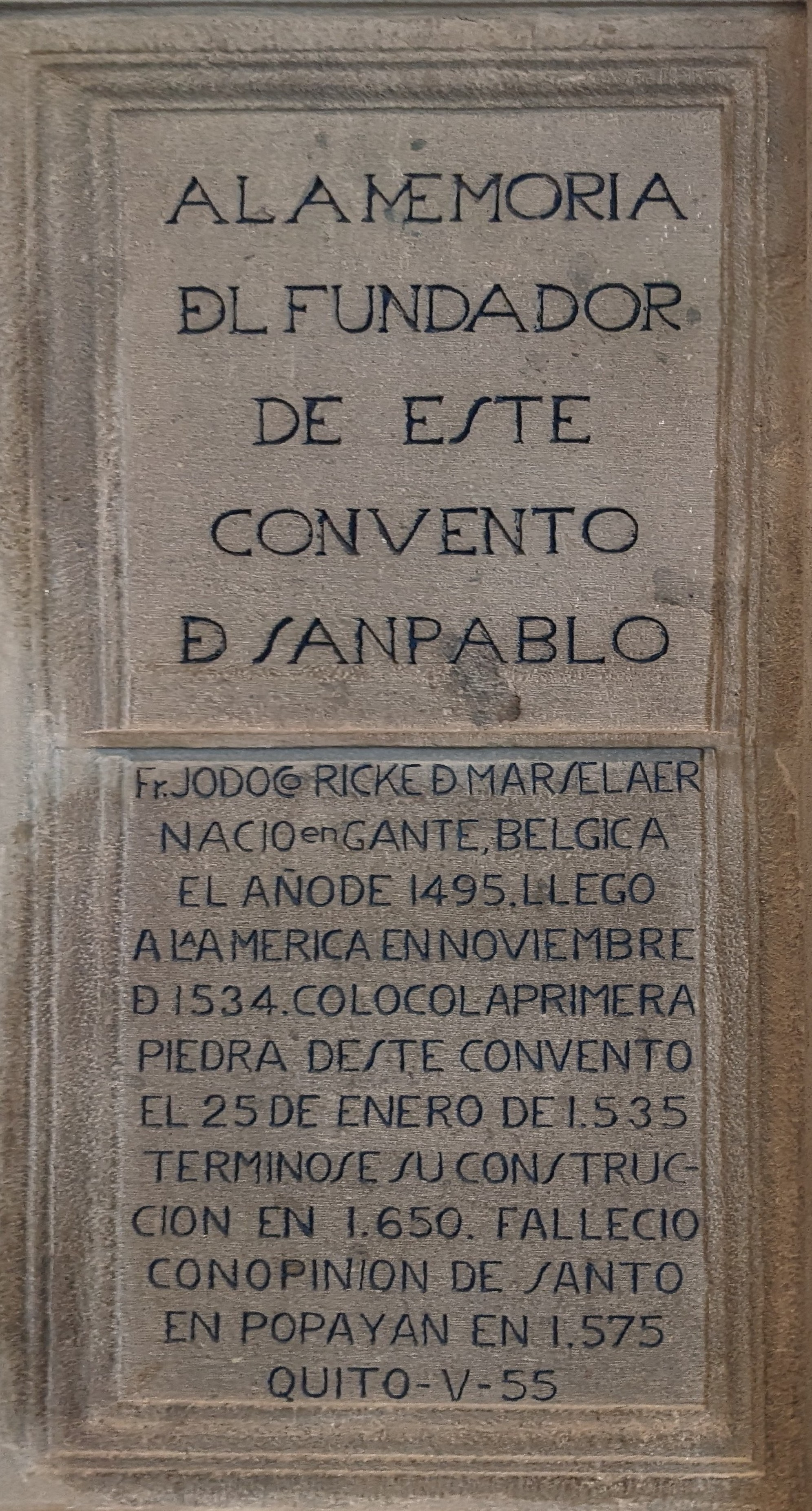
Placa en honor a Jodoco Ricke y el Convento de San Pablo en la Iglesia de San Francisco de Quito

### Religión
- Dirigió la construcción de la Iglesia y Convento de San Francisco[8]
- Dirigió la construcción del Convento en Tomebamba, Cuenca[8]

### Escritos
- Crónicas de Núrembert (Tratado de historia universal), escrito en 1497, Hamburgo 358 p.[9]
- Relación de los sucesos del Perú y costumbres de los vecinos de Quito, 1556[8]
- Catecismo en quichua. Lo usaba durante los sermones.[8]
- Correspondencia

### Economía
- Impulsó la agricultura enseñando a los pobladores a arar con bueyes, a cultivar las cebadas, vides y duraznos.[8]
- Hizo la primera cerveza de América, en 1566[10]
- Trajo el trigo e impulsó su agricultura[10]

### Cultura
- Creó el Colegio de San Andrés para enseñar pintura, imagenería, escultura y arquitectura.[8]
- Abrió Colegio de San Juan Evangelista, para enseñar gramática, latín, música (cantos gregorianos y música barroca) y religión.[8]
- Construyó un órgano en 1552 para usarlo en la misa.[8]
- Trajo con el gobernador Gil Ramírez Dávalos seis trompetas con sus mangos de tafetán y tres termos de chirimías con sus sacabuches, en 1560.[8]

## Galería

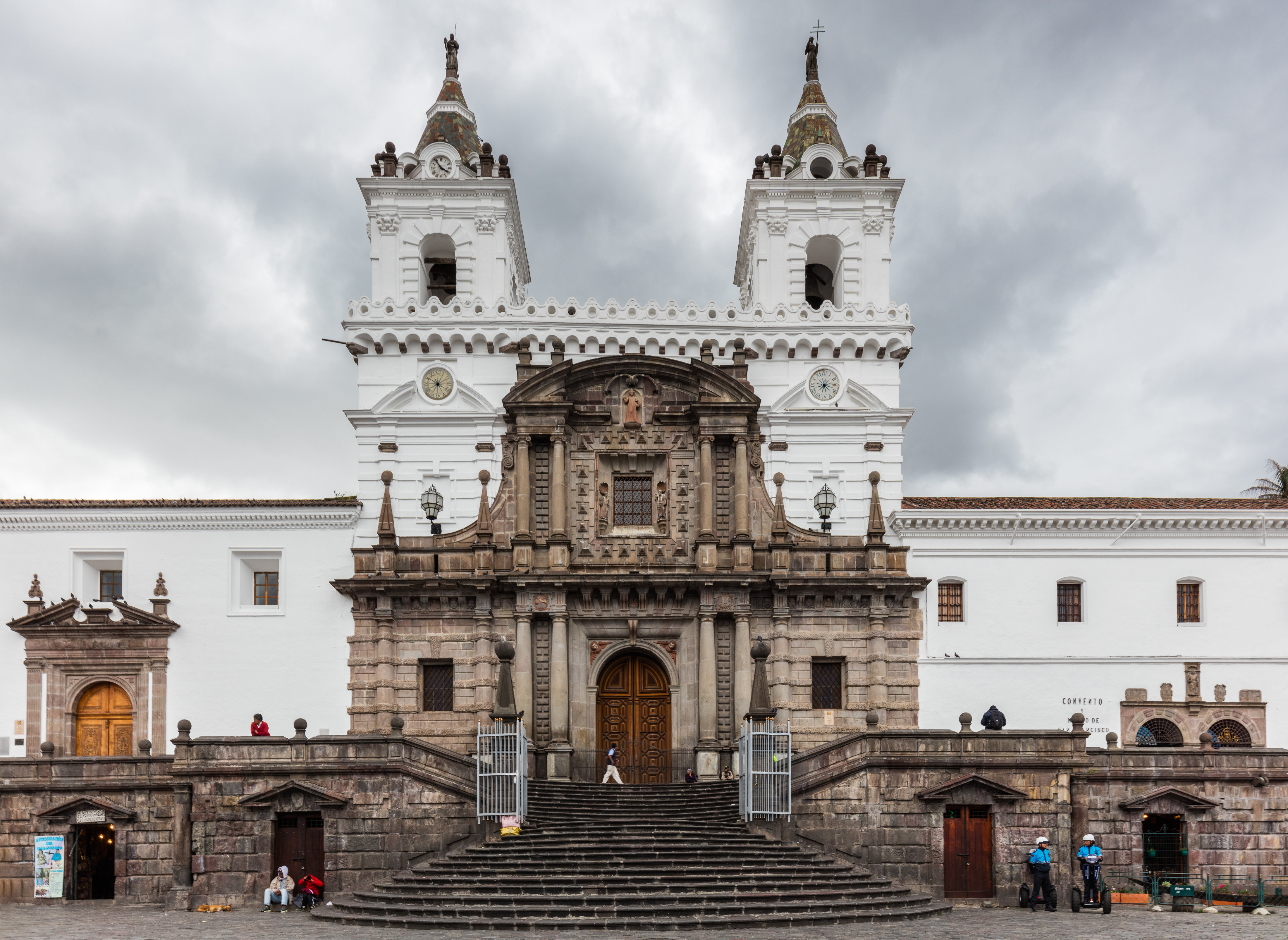
Fachada principal de la Iglesia de San Francisco
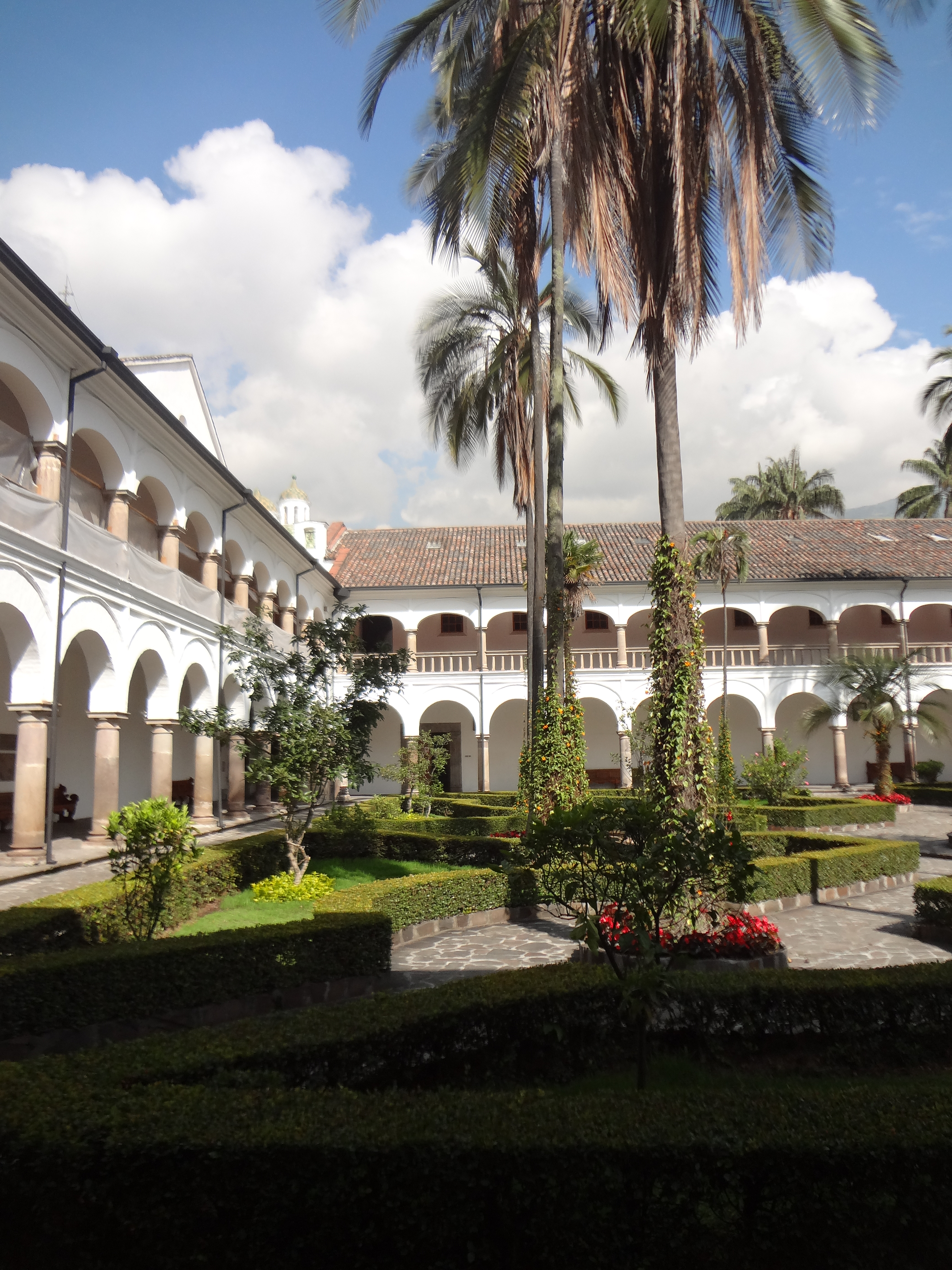
Uno de los patios interiores del convento de San Francisco
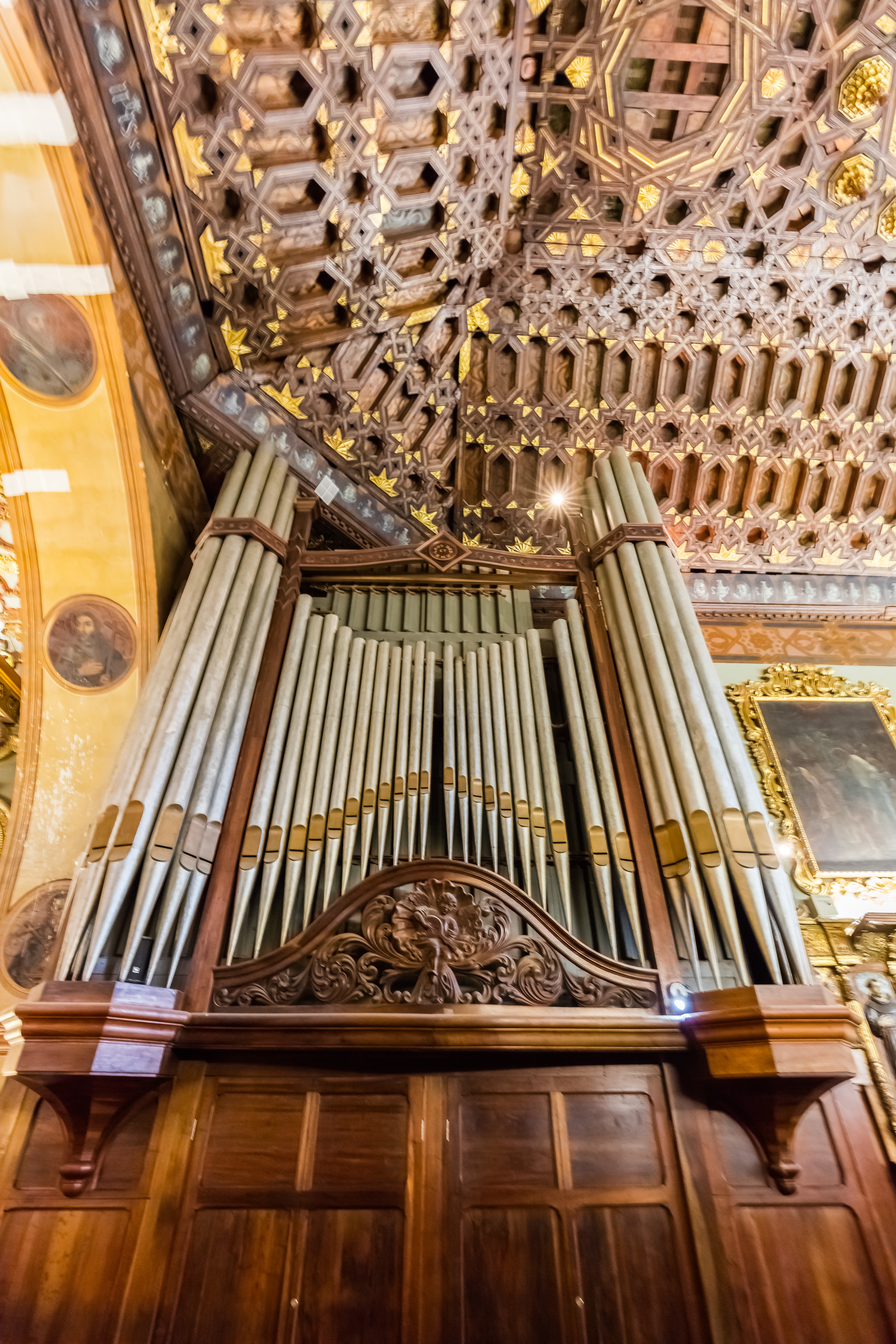
Órgano de San Francisco, el primero fue construido por Jodoco Ricke quien también impulsó la música
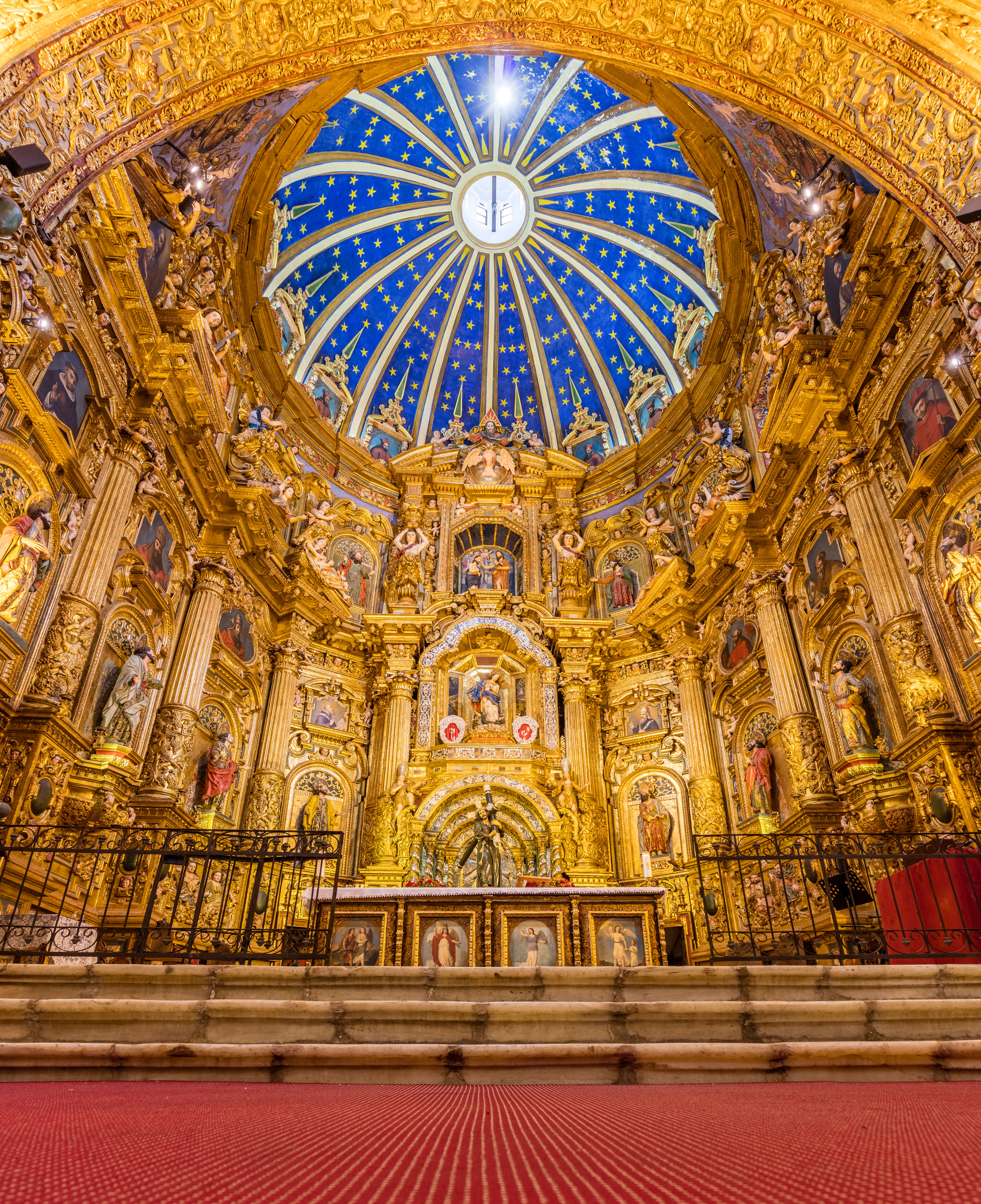
Altar mayor de San Francisco, atribuido a Jodoco Ricke, la Virgen de Quito en sus centro fue hecha por Bernardo de Legarda